# 安德烈-馬里·安培
安德烈-馬里·安培 FRS（法語：André-Marie Ampère，法語發音：[ɑ̃dʁe maʁi ɑ̃pɛʁ]，1775年1月20日—1836年6月10日）是法国物理学家、数学家，经典电磁学的创始人之一。为了纪念他的贡献，国际单位制中电流的单位“安培”以他的姓氏命名。

## 童年
安德烈-馬里·安培于1775年1月20日出生，正逢启蒙时代的高潮。父親让-雅克·安培（Jean-Jacques Ampère）是一名富商，母親名叫让娜·安托瓦内特·德敘蒂埃-薩爾塞·安培（Jeanne Antoinette Desutières-Sarcey Ampère）。安培在法国里昂附近的家族宅第度过了童年和青少年时期。他的父亲十分推崇卢梭的思想。因此，安培早期接受的教育以卢梭的著作《爱弥尔：论教育》为基础。卢梭认为，男孩不应接受传统的学校教育，而应当“直接从自然中获得教育”。让-雅克将这一理论付诸实践，他让安培在藏书丰富的自家图书館里自学。安培在此期间学习了包括蒲丰的《论自然史的研究方法》、《自然通史》以及狄德罗和达朗贝尔的《百科全书，或科学、艺术和工艺详解词典》在内的书籍。安培也学习了拉丁语，以及欧拉和伯努利的著作。

## 早年
安培从12岁开始，利用他所能获取的资源来学习高等数学，在青少年时期就已经完成了数学和科学的学习。13岁时，安培递交了自己的第一篇数学论文，但论文未获发表。同时，安培还阅读了大量史书、游记、诗歌、哲学和科学著作。安培的母亲是一位虔诚的教徒。受此影响，安培在获得科学启蒙的同时也成了一名天主教徒。法国大革命亦对安培的幼年时期产生一定影响。安培的父亲應召进入新成立的革命政府擔任公職，在里昂附近的一个小镇担任法官。1792年雅各宾派控制革命政府后，他的父亲由于抵制新的政治浪潮，于1793年11月24日被送上断头台。
1796年，安培与朱莉·卡伦相遇，两人随后于1799年结婚。结婚后的第二年，安培的儿子出生。安培用自己父亲的名字为儿子取名为让-雅克·安培。1802年，布尔格中央理工大学任命安培为物理和化学教授，他离开住在里昂的家人，前去赴任。1803年，仍在任教的安培撰写了一篇题为《游戏中的数学理论》的论文，并提交到巴黎科学院，最终获得发表。此后安培得以与家人团聚。但1803年7月，他的妻子因疾病去世。

## 教学生涯

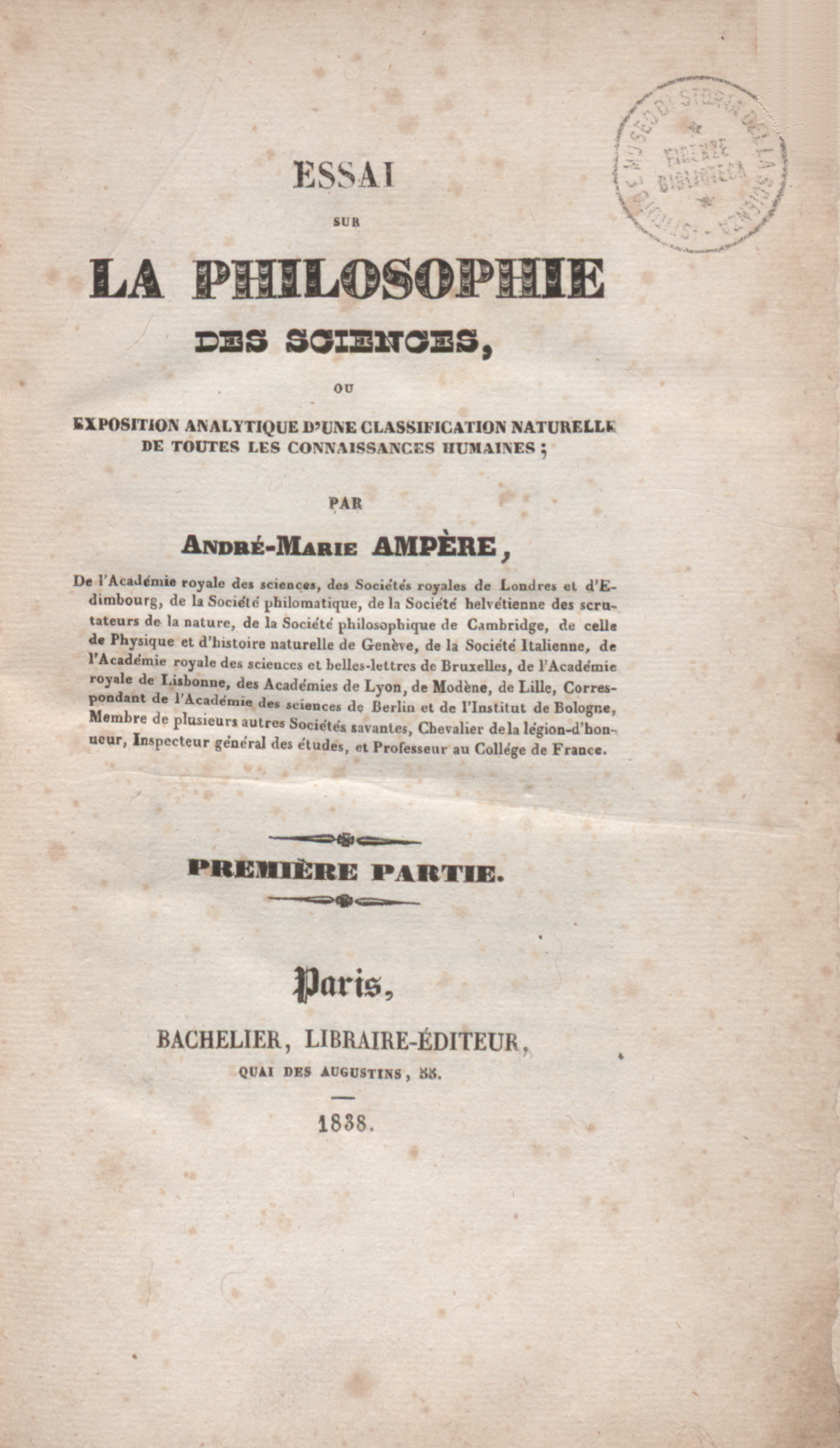
《关于科学和哲学的随笔》——安德烈-馬里·安培

妻子去世後，安培搬往巴黎。1804年他开始在新成立的巴黎综合理工学院擔任教育工作。虽然他沒有正規教师資格，该学院仍于1809年任命安培為數學教授，直至1828年。1819年及1820年，安培分別在巴黎大學教授哲學及天文學。1824年他獲選在法蘭西公學院教授著名的實驗物理學。1814年，安培还受邀加入改革國家科學院屬下的帝国学院數學家課程。同年，安培还进行了气体分子组成的研究，独立地提出了现今命名为阿伏伽德罗定律的假说。
安培在参与學院選舉的數年間，進行多个领域的科學研究。他編寫的專文涉及數學、哲學、化學與天文學。安培稱：在十八年裡，自己经历了人生中的三個高潮：首次領聖餐、閱讀安托萬·萊昂納德·托馬斯的《笛卡爾的歐洲》以及攻占巴士底監獄事件。在她妻子去世那日，他寫下詩篇的兩節句子，亦是禱文：「主啊，憐憫之上帝，让我與你在地上允許我所愛的人在天堂团聚吧。」
圣文森特保罗协会的创始人之一的弗雷德里克·奥扎纳姆年轻时曾在安培家中住过一段时间。他在此期间通过安培接触到新天主教运动的领导者，例如弗朗索瓦-勒内·德·夏多布里昂、让-巴蒂斯特·亨利·拉科代尔和夏尔·德·蒙塔朗贝尔。

## 在电磁学中的贡献
1820年九月，丹麦物理学家奥斯特发现电流的磁效应。于是，安培开始着手建立描述电磁关系的物理理论与数学方程。为了进行定量研究，安培设计了一个检流计，可通过指针的偏转检测电流的方向并测量电流的大小。1822年，安培发表了一篇论文，对实验现象进行定量总结，发现两根平行载流导线以各自产生的磁场对另一根导线产生作用力。1826年，安培提出载流导线中的电流与其产生的磁场之间的关系，即安培定律。此后，安培的代表作《关于电动力学现象之数学理论的回忆录，独一无二的经历》出版，“电动力学”一词自此产生。
1827年，安培獲选为英国皇家学会外籍会员，一年后又當选瑞典皇家科学院外籍会员。
为了纪念安培在电磁学中的贡献，1948年第九届国际计量大会决定采用安培作为电流在国际单位制中的单位。安培的名字与另外71个法国科学家的名字一起被刻在埃菲尔铁塔上。

## 个人生活
与安培的学术贡献不同，在他的个人生活中，令人不愉快的情况时有发生。安培和第二任妻子在1806年结婚，但两人始终不合。他们的女儿出生后不久，这段婚姻便宣告结束。另一方面，由于性格迥异，儿子让-雅克经常与自己的父亲争吵。女儿嫁给一个拿破仑军队的中尉，却发现丈夫沉溺于酒精，最终她离开自己的丈夫转而和父亲住在一起。几年后，这位女婿也搬来和安培同住，使得安培不得不面对众多指责和排斥，让他产生抑郁情绪。

### 晚年
虽然安培在61岁时已经身体虚弱，但法兰西公学院仍要求安培前往马赛任职。他抵达马赛后，他的健康状况隨即恶化。初步体检后，他被诊断出严重的肺部感染。此后，安培在病床上持续阅读历史与哲学论文。1836年6月10日早晨，安培逝世。仅有少数与安培关系较好的教授以及一些教育界的官员参加了安培的葬礼，他随后下葬在马赛的圣查尔斯公墓。去世30年后，安培的遗体被搬迁至巴黎的蒙馬特公墓，与他的儿子一起埋葬。

## 著作
- Considerations sur la théorie mathématique du jeu, Perisse, Lyon Paris 1802, online lesen im Internet-Archiv
- André-Marie Ampère, [《安德烈-馬里·安培》在Google Books的內容。 Recueil d'observations électro-dynamiques

contenant divers mémoires, notices, extraits de lettres ou d'ouvrages périodiques sur les sciences, relatifs a l'action mutuelle de deux courans électriques, à celle qui existe entre un courant électrique et un aimant ou le globe terrestre, et à celle de deux aimans l'un sur l'autre], Chez Crochard. 1822 [2010-9-26] （法文）
- André-Marie Ampère, Babinet (Jacques, M.), [《安德烈-馬里·安培》在Google Books的內容。 Exposé des nouvelles découvertes sur l'électricité et le magnétisme], Chez Méquignon-Marvis. 1822 [2010-9-26] （德文）
- André-Marie Ampère, [《安德烈-馬里·安培》在Google Books的內容。 Description d'un appareil électro-dynamique], Chez Crochard … et Bachelie. 1824 [2010-9-26] （德文）
- André-Marie Ampère, [《安德烈-馬里·安培》在Google Books的內容。 Théorie des phénomènes électro-dynamiques, uniquement déduite de l'expérience], Méquignon-Marvis. 1826 [2010-9-26] （德文）
  - André-Marie Ampère, [online lesen im Internet-Archiv Théorie mathématique des phénomènes électro-dynamiques: uniquement déduite de l'expérience], A. Hermann. 1883 (Neuauflage) [2010-09-26] （德文）
- André-Marie Ampère, [《安德烈-馬里·安培》在Google Books的內容。 Essai sur la philosophie des sciences, ou, Exposition analytique d'une classification naturelle de toutes les connaissances humaines], Chez Bachelier. 1834 [2010-9-26] （德文）
  - André-Marie Ampère, [《安德烈-馬里·安培》在Google Books的內容。 Essai sur la philosophie des sciences], Bd. 1, Chez Bachelier. 1834 [2010-9-26] （德文）
  - André-Marie Ampère, [《安德烈-馬里·安培》在Google Books的內容。 Essai sur la philosophie des sciences], Bd. 2, Bachelier. 1843 [2010-9-26] （德文）
- Partial translation of some of Ampère's writing is in:
  - Magie, W.M. (1963). A Source Book in Physics. Harvard: Cambridge MA. pp. 446–460.
  - Lisa M. Dolling; Arthur F. Gianelli; Glenn N. Statile (编). . Princeton: Princeton University Press. 2003: 157–162. ISBN 978-0691090856..

## 延伸阅读
- Williams, L. Pearce. .  1. New York: Charles Scribner's Sons: 139–147. 1970. ISBN 0-684-10114-9.
- Hofmann, James R. . Oxford: Blackwell. 1995. ISBN 063117849X.